# 埃布豪森
埃布豪森是德国巴登-符腾堡州的一个市镇。总面积24.56平方公里，总人口4739人，其中男性2408人，女性2331人（2011年12月31日），人口密度193人/平方公里。